# Marko Dević
Marko Dević (in serbo Марко Девић?, in ucraino Марко Девич?; Belgrado, 27 ottobre 1983) è un ex calciatore serbo naturalizzato ucraino, di ruolo attaccante.

## Carriera

### Club

#### Esordio in Serbia
Marko Dević comincia la sua carriera al FK Zvezdara dove tra il 2001 e il 2002 segna 2 gol in 14 gare. Poi è un girovagare per la Serbia: Dević passa prima al FK Železnik, successivamente al Radnički New Belgrade ed infine al Fudbalski Klub Voždovac. In due anni e mezzo gioca 49 partite e segna due reti.

#### Ucraina
Nel gennaio del 2005 c'è la chiamata del Volyn' Luc'k in prima divisione ucraina, in un anno e mezzo disputa 32 gare segnando 2 volte. Nell'estate 2006 passa al Metalist Charkiv dove in sei stagioni realizza 75 reti in 192 partite complessive (nella stagione 2007-2008 è stato anche il capocannoniere del campionato ucraino con 19 reti), prima di passare allo Šachtar nel corso dell'estate del 2012. Fa il suo esordio ufficiale nella vittoria per 2-0 nella supercoppa d'Ucraina contro il Metalurh Donec'k, dopo pochi mesi però in cui ha giocato 16 partite realizzando 4 gol torna a titolo definitivo al Metalist Charkiv. Il 28 febbraio 2014 viene nuovamente ceduto ai russi del Rubin Kazan' per una cifra di 5 milioni di euro più bonus.

### Nazionale
Nel 2008 Dević ottiene il passaporto ucraino e il 19 novembre 2008 il C.T ucraino Oleksij Oleksandrovyč Mychajlyčenko lo convoca per l'amichevole con la Norvegia dove Dević gioca tutto il secondo tempo, con la maglia numero 10 diventando così il terzo oriundo a giocare per l'Ucraina dopo Oleksandr Alijev e Arcëm Mileŭski.
Convocato per gli Europei del 2012, nel corso della manifestazione è stato vittima di un gol fantasma durante Ucraina-Inghilterra in quanto un suo tiro è stato respinto da John Terry con la palla oltre la linea; tuttavia né l'arbitro Viktor Kassai né l'assistente di porta István Vad si sono accorti di ciò, così l'Ucraina ha perso 0-1 uscendo così ai gironi.
Il 15 ottobre 2013 realizza una tripletta nella vittoria per 8-0 contro San Marino nelle qualificazioni al mondiale 2014, diventando così il primo giocatore nella storia della nazionale a realizzare più di due gol nella stessa partita.

## Palmarès

### Club
- Supercoppa d'Ucraina: 1

Šachtar: 2012
- Coppa del Liechtenstein: 1

Vaduz: 2017-2018

### Individuale
- Capocannoniere del Campionato ucraino: 1

2007-2008 (19 gol)